# Paratheuma
Paratheuma is een geslacht van spinnen uit de familie van de Desidae.

## Soorten
- Paratheuma andromeda Beatty & Berry, 1989
- Paratheuma armata (Marples, 1964)
- Paratheuma australis Beatty & Berry, 1989
- Paratheuma insulana (Banks, 1902)
- Paratheuma interaesta (Roth & Brown, 1975)
- Paratheuma makai Berry & Beatty, 1989
- Paratheuma ramseyae Beatty & Berry, 1989
- Paratheuma rangiroa Beatty & Berry, 1989
- Paratheuma shirahamaensis (Oi, 1960)